# Università di Caen
L'Université de Caen Basse-Normandie (Unicaen) è un'università pubblica francese situata nella città di Caen. Conta su 24.000 studenti.